# DeepL翻訳
DeepL翻訳（ディープエルほんやく、英: DeepL Translator）は、2017年8月28日にサービスを開始したDeepl SEが運営するニューラル機械翻訳サービスである。
現在、以下の33言語と700言語ペアの翻訳を提供している。アラビア語、ブルガリア語、中国語（簡体字、繁体字）、チェコ語、デンマーク語、オランダ語、英語、エストニア語、フィンランド語、フランス語、ドイツ語、ギリシア語、ハンガリー語、インドネシア語、イタリア語、日本語、韓国語、ラトビア語、リトアニア語、ノルウェー語（ブークモール）、ポーランド語、ポルトガル語、ルーマニア語、ロシア語、スロバキア語、スロベニア語、スペイン語、スウェーデン語、トルコ語、ウクライナ語。基本的に欧州連合加盟国の公用語を中心に対応し、欧州連合加盟国の公用語で非対応はアイルランド語、クロアチア語、ルクセンブルク語とマルタ語である。欧州連合域外は日本語、中国語、韓国語、インドネシア語、トルコ語、ロシア語、ウクライナ語、ノルウェー語とアラビア語に対応する。英語を介する2段階の翻訳、これらすべての言語間で言語の同等性の近似が提案されている。
2020年3月19日に日本語と簡体字中国語の翻訳を開始したが、英語を介する二次翻訳である。

## 翻訳方法
Lingueeデータベースで訓練された畳み込みニューラルネットワーク (CNN) を使用している。これはニューラルネットワークに基づいているが、技術の詳細は明らかにされていない。競合するサービスに比較して一層自然な翻訳音が得られるように、より新しくはるかに改良されたニューラルネットワークの構造を使用している、と開発者は述べた。翻訳は最高5.1ペタフロップス (PFLOPS) のスーパーコンピュータで生成され、アイスランドの水力発電で運用されている。一般的に、CNNは長くてまとまりのある単語列にはやや適しているがリカレントニューラルネットワークに比べて弱点があるため、今のところ競合サービスでは利用されていない。DeepLの弱点は追加のトリックで補っており、そのうちの幾つかは公に知られている。
Word文書（.docx形式）、PowerPointプレゼンテーション (.pptx)、PDFも翻訳対応する。脚注・書式設定・埋め込み画像は保持される。

## 歴史
DeepLは、2016年に最高技術責任者のJaroslaw Kutylowskiが率いるチームによってLinguee社内で初めて開発された。2017年8月28日にDeepL Translatorとしてリリースされ、英語、ドイツ語、フランス語、スペイン語、イタリア語、ポーランド語、オランダ語間の翻訳を提供している。発売と同時に、Google翻訳、Amazon翻訳、Microsoft翻訳、Facebookの翻訳機能など強豪他サービスに比して、自己実施したブラインドテストとBLEUスコアで評価点が上回ったとしている。
2017年のDeepLリリースに伴い、社名をLingueeからDeepL GmbHへ変更した。2017年に姉妹サイトlinguee.comの広告で資金を調達を開始した。2019年7月にJaroslaw KutylowskiがGereon Frahlingの後任としてCEOに就き、Frahlingは主席研究員に就いた。2021年1月にGesellschaft mit beschränkter HaftungからSocietas Europaeaへ形態を変更した。
2018年12月5日にポルトガル語、ロシア語対応を追加し、2019年9月にMicrosoft WindowsおよびmacOS用の翻訳アプリケーションをリリースした。2020年3月19日に中国語（簡体字）と日本語のサポートを追加し、競合サービスと百度や有道を上回った。2021年3月に欧州言語を13追加した。

### DeepL Write
2022年11月、DeepLはDeepL Writeと呼ばれる英語およびドイツ語の単一言語テキストを改善するためのツールを立ち上げた。12月、同社はアクセスを削除し、ジャーナリストに対し、これは内部使用のみであり、DeepL Writeは2023年初頭に開始されると通知した。パブリックベータ版は最終的に2023年1月17日にリリースされた。2024年夏、DeepLはDeepL Writeでさらに2つの言語、フランス語とスペイン語が利用可能になったことを発表した。

## プラン

### 無償版
未登録ユーザーには1,500文字以内、登録ユーザーには5,000文字以内のテキスト翻訳を無料で提供している。文書ファイルの翻訳にも対応するが、ファイル形式などに制限がある。（2024年4月現在）

### Pro版
「DeepL Pro」は2018年3月から提供されているプロの翻訳者、企業、開発者向けの定期課金型サービス（サブスクリプション）で、プログラミングインターフェイスと、SDL Trados Studioをはじめとするコンピューター支援翻訳ツール用のソフトウェアプラグインを搭載している。無償版とは異なり、翻訳されたテキストは保存されず、入力欄のテキスト長は5,000文字に制限されない。価格は個人向け、チーム向け、開発者向けの3種類があり、それぞれ月額基本料金が設定されている。送信されたテキストの翻訳を配信したり、翻訳が完了するとすぐにテキストを削除したりする機密性保持機能も用意されている。サーバーへの接続が常に暗号化されるため、ユーザーのテキストが通訳以外の目的で使用されたり、第三者はアクセスできない。テキスト入力のほか、Microsoft WordやPowerPoint文書のアップロード翻訳も対応する。
2018年10月に価格モデルが改定され、支払い方法はさまざまなオプションが利用できるようになった。プロの翻訳者など、より多くの翻訳を検討しているユーザーにはCATツールでDeepL Proが使用できるプランもある。言語は英語、ドイツ語、フランス語、スペイン語、ポルトガル語、ブラジルポルトガル語、オランダ語、イタリア語、ポーランド語、ロシア語、日本語、中国語がカバーされている。ユーザーのテキストがサーバーに保存されることもなくプライバシーが守られている。企業全体のためのソリューションプランもありこのプランに加入することでDeepL Proのすべての機能が使用可能となる。

## プライバシー
DeepLは、ユーザーが第三者の個人情報や機密情報を翻訳するためにサービスを使用することを禁止し、広告やスポンサー付きの結果なしにHTTP cookieを使用してユーザーを再識別し、仮名のユーザープロファイルに関連付けている。
このサイトは欧州連合の個人情報規制GDPRに準拠しており、ISO27001の認定を受けている。

## 統計

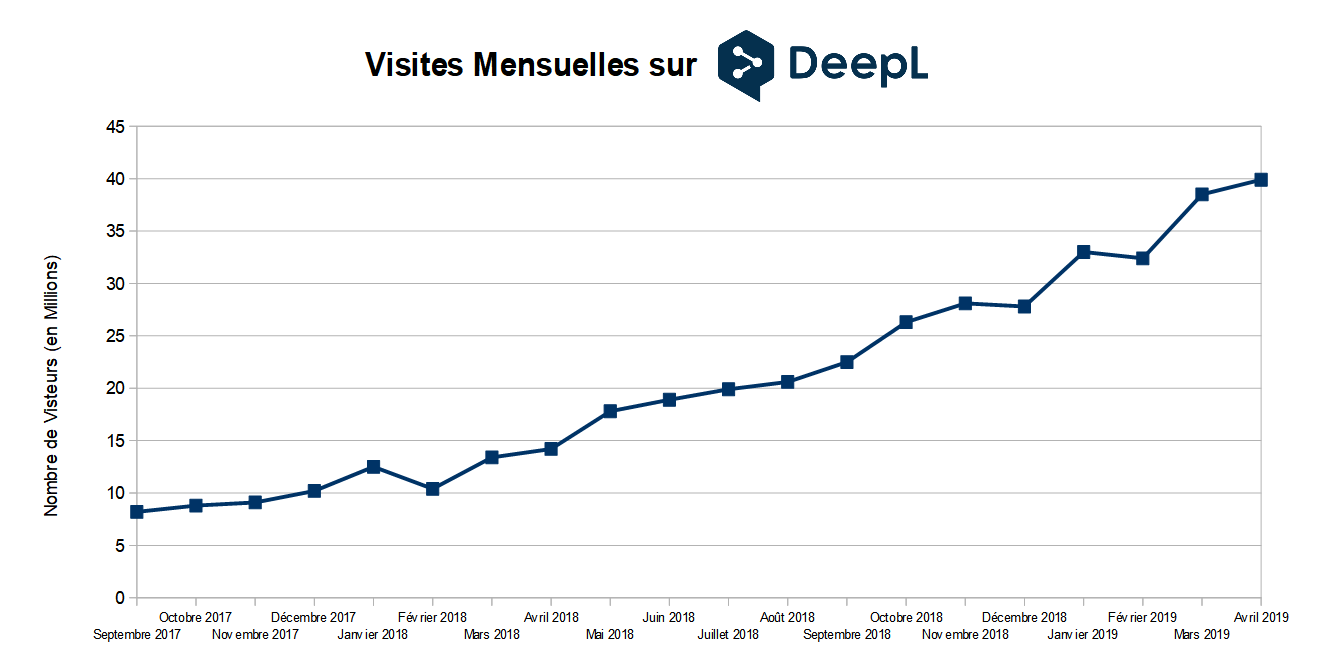
DeepLの訪問回数

レビュー収集サイトCutestat.comのデータによると2019年1月現在で、DeepL翻訳ウェブサイトにおける1日のユニークユーザー数は約312,000人、閲覧回数は250万回となっている。競合製品に比べて翻訳可能な言語数ははるかに少ないものの、世界で最も訪問されたサイトのAlexaランキングで2149位にランクされている。ドイツでは276位でサイトユーザーの30%が集中し、フランス、スイス、スペイン、イタリアが続く。2018年8月に利用者が2000万人を超えた。2019年5月12日現在でトラフィックの21.8%がドイツ、17.4%がフランス、10%がスペイン、7.9%がスイス、4.1%がポーランド、それぞれからアクセスしている。
58か国で約3,000人の回答者からサンプル集計したtoptools4learning.comのランキングで、2年連続で150位にランクインして個人の生産性向上のためのソフトウェアとして認定されている。
主な競合相手は、Google 翻訳・Microsoft翻訳およびYandex.翻訳である。

## 反響
DeepL翻訳の評判は概して好意的であり、TechCrunchは翻訳の正確性を高く評価し、仏紙ル・モンドはフランス語のテキストを「フランス語のような響き」に翻訳してくれた開発者を讃えている。オランダのテレビチャンネルRTL Zはニュース記事でDeepL翻訳は「オランダ語から英語でも、その逆だったとしても、より良い翻訳を行うことができる」と述べている。
他の通信社やニュースのウェブサイトは、イタリアの新聞la Repubblicaや、ラテンアメリカのウェブサイトWWWhat's new?などが賞賛している。
DeepLの独自調査では、Google 翻訳、Amazon翻訳、Microsoft翻訳、Facebookなど他社サービスと比べてブラインドテストでDeepLの訳文が高い評価を得たと主張しているが、独立した測定では未だサービスの比較は行われていない。DeepLは、さまざまな分野のテキストから119段落を抽出して各サービスで翻訳した結果を社外の翻訳専門家が評価し、日本語の翻訳は方言混じりの文章でも正しく翻訳できたと発表している。「2020 ウェビー賞 ベストプラクティス部門」と同じく「2020 ウェビー賞 技術実績部門 (アプリ・モバイル・機能)」を、どちらも「アプリ・モバイル・音声」のカテゴリーで受賞した。